# Alt-Uppsala
Alt-Uppsala (Gamla Uppsala) ist eine historische Siedlung mit bedeutenden Hügelgräbern und heute Teil des schwedischen Tätort Uppsala, im Stadtteil Norra Staden gelegen.

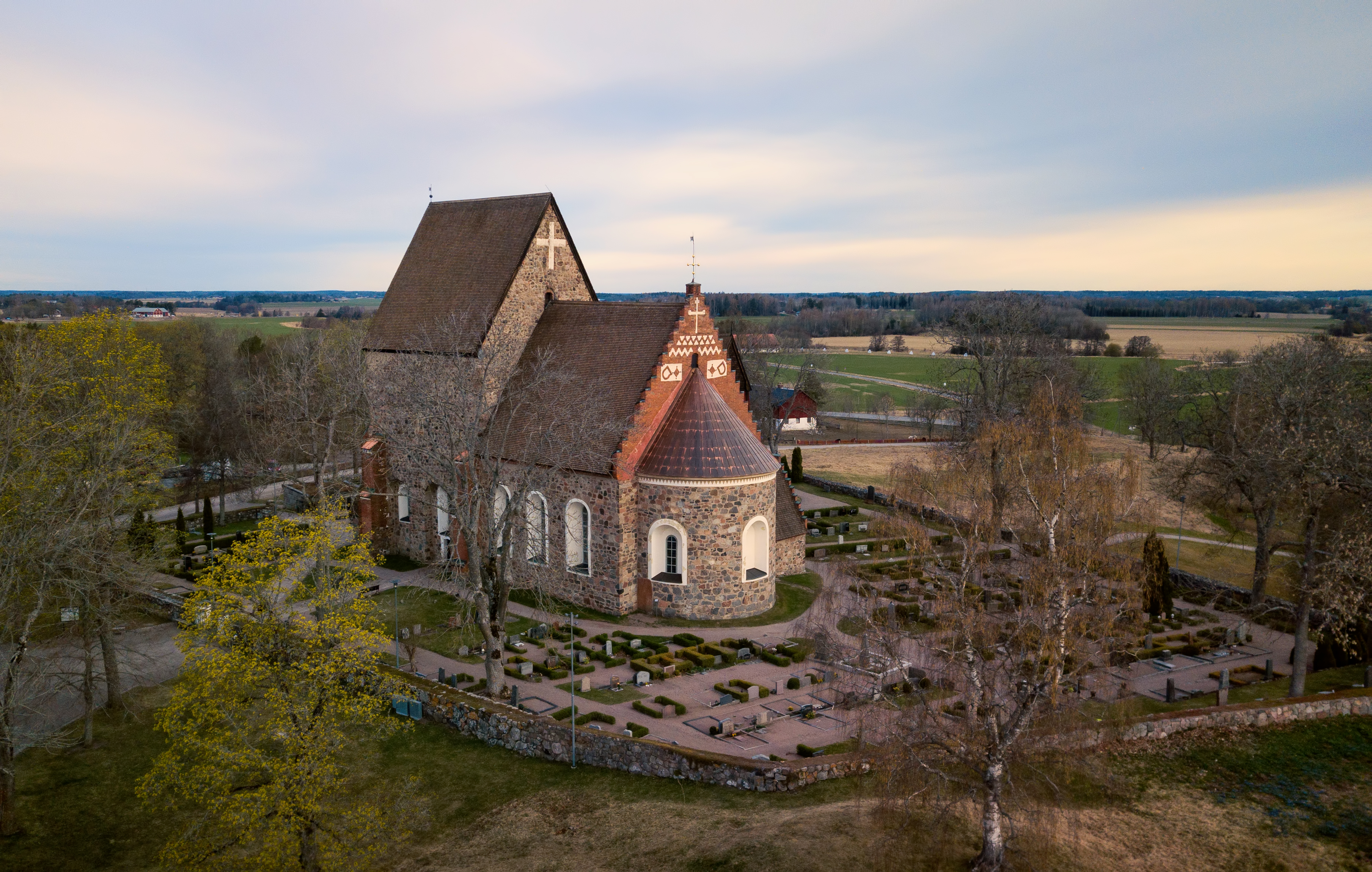
Gamla Uppsala, Kirche im heutigen Zustand

Alt-Uppsala war in vorhistorischer Zeit ein Machtzentrum in Mittelschweden. In der frühen Eisenzeit lag der Platz nördlich einer Bucht und ermöglichte so Reisen zum Meer und den angrenzenden Seen. Die Funktionen der Siedlung können mit dem späteren Stockholm verglichen werden. Sie war religiöses sowie administratives Zentrum mit Verbindung zur Ostsee. Die abnehmende Bedeutung des Platzes um das Jahr 1100 hängt mit der Veränderung der Wasserwege durch die fortschreitende Landhebung zusammen.

## Archäologie
In den letzten Jahrzehnten wurden in Nordeuropa im Zuge der Zentralplatzarchäologie, insbesondere an Orten, die durch reiche Edelmetallfunde gekennzeichnet sind, Hallen entdeckt, so auch in Alt-Uppsala. Diese sogenannten „Reichtumszentren“ besitzen Gebäude, die sich in jeder Beziehung vom Umfeld abheben. Wegen der architektonischen Besonderheiten und dem Fundspektrum werden sie seit den 1990er Jahren von der nordeuropäischen Forschung als Hallen bezeichnet.

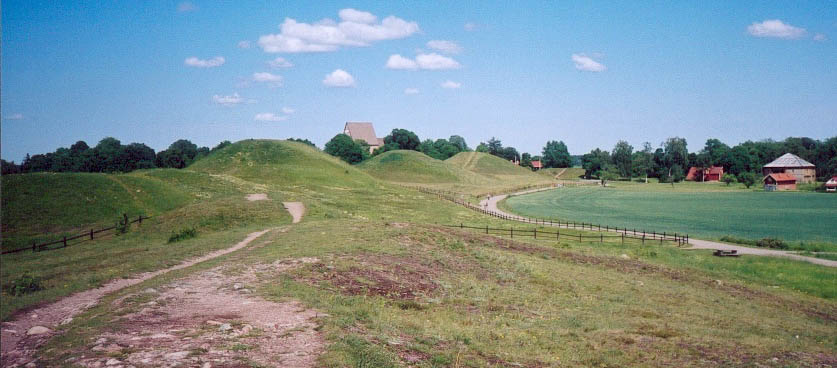
Die Hügelgräber vom eisenzeitlichen Grabfeld aus gesehen. Hinter den Königsgräbern ragt die Kirche aus den Baumkronen. Am Ende der Hügelreihe liegt der Tingshügel und ganz rechts das Museum.

In Alt-Uppsala liegen drei große Hügelgräber, die oft als Königsgräber oder Uppsala-Gräber bezeichnet werden. Laut Mythologie und Volksglauben sollen hier drei der alten Schwedenkönige des Geschlechtes der Ynglinger liegen. Manche Sagen ordnen die Gräber drei nordischen Göttern (Thor, Odin und Frey) zu. Nach neueren Datierungen sollen die Hügel zwischen den Jahren 475 und 550 entstanden sein. Sie haben einen Durchmesser von 55 bis 70 Metern und sind sieben bis elf Meter hoch. Sie sind damit deutlich größer als ähnliche Anlagen im Land. Direkt im Anschluss liegt ein Grabfeld aus der früheren Eisenzeit. Aus der Wikingerzeit (800–1050 n. Chr.) wurden 2018 Bootsgräber gefunden. Einige kleinere Grabfelder sind im Laufe der Zeit der Landwirtschaft zum Opfer gefallen.
In zwei der Hügel fanden 1824 bzw. 1847 Ausgrabungen statt, bei denen neben kremierten Toten persönliche Gegenstände sowie Tier- und Menschenopfer gefunden wurden. Die Feuerbestattung muss sehr heftig gewesen sein, da von allen gefundenen Teilen nur Fragmente vorhanden waren. Direkt östlich der Hügelgräber befindet sich der Tingshügel. Dieser ist flacher und beherbergt vermutlich kein Grab, da er der Treffpunkt für die Gerichtsbarkeit war. Gustaf Wasa soll den Hügel später für einige seiner Reden an das Volk genutzt haben. Insgesamt soll das Grabfeld 2000 bis 3000 Gräber beinhalten. Mehrere ältere Quellen behaupten, dass es in diesem Gebiet einen Opferplatz und einen heiligen Brunnen gegeben haben soll, doch deren Existenz konnte nicht wissenschaftlich nachgewiesen werden.
2013 wurden beim Bau einer Eisenbahnstrecke die Überreste zweier Reihen von acht bis zehn Meter hohen Holzpfählen gefunden, die vor etwa 1500 Jahren senkrecht nebeneinander aufgestellt waren. Die eine Reihe besteht auf fast einem Kilometer Länge aus 144 Pfählen. Eine mögliche kultische Funktion – für die dort gefundene Tierknochen und damit mögliche Opferstätten sprechen – steht neben der Vermutung, dass es sich dabei um eine territoriale Markierung – etwa des Zugangsweges zu Alt-Uppsala – handelt.

## Glauben und Religion

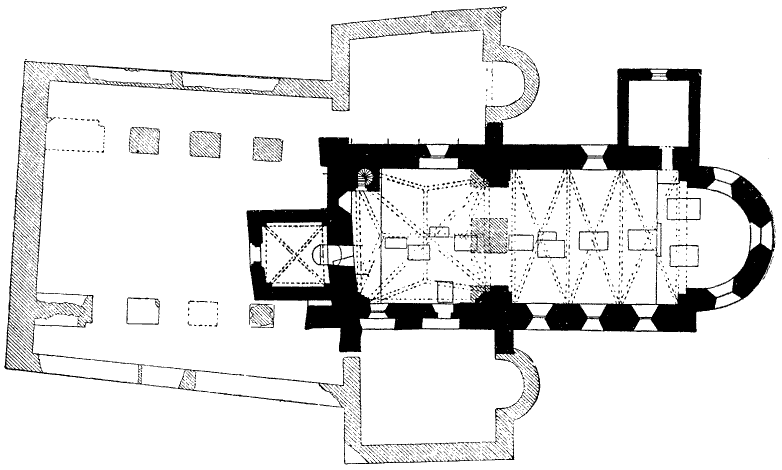
Plan der Kirche von Alt-Uppsala. Die schwarzen Mauern stellen den heutigen Zustand dar und die grauen Mauern sind solche, die bei Ausgrabungen gefunden wurden.

Alt-Uppsala war schon vor der Christianisierung ein religiöses Zentrum. Der entscheidende Wechsel fand statt, als Alt-Uppsala 1164 zum Erzbischofssitz wurde. Die Kirche wurde auf die Stelle gebaut, die vorher vermutlich der heidnische Tempel von Uppsala war, welcher 1070 von Adam von Bremen beschrieben wurde. Dieser schrieb, dass der Tempel mit Götzenbildern geschmückt war, eine Behauptung, die nach heutiger Sicht über die Religionsausübung in der Eisenzeit als zweifelhaft erscheint.
Um 1240 fiel die Kirche einem Brand zum Opfer. Etwa 1273 wurde der Sitz des Erzbischofs in das neue Uppsala verlegt. Dort hatte man vorher schon mit dem Bau der Domkirche begonnen. Die neue Kirche in Alt-Uppsala ist ein ganzes Stück kleiner als die ursprüngliche (Siehe Bild). Ihr heutiges Aussehen erhielt sie im 15. Jahrhundert.
In der Nähe der Kirche liegt heute das Freilichtmuseum Disagården.

## Mythos und Geschichte

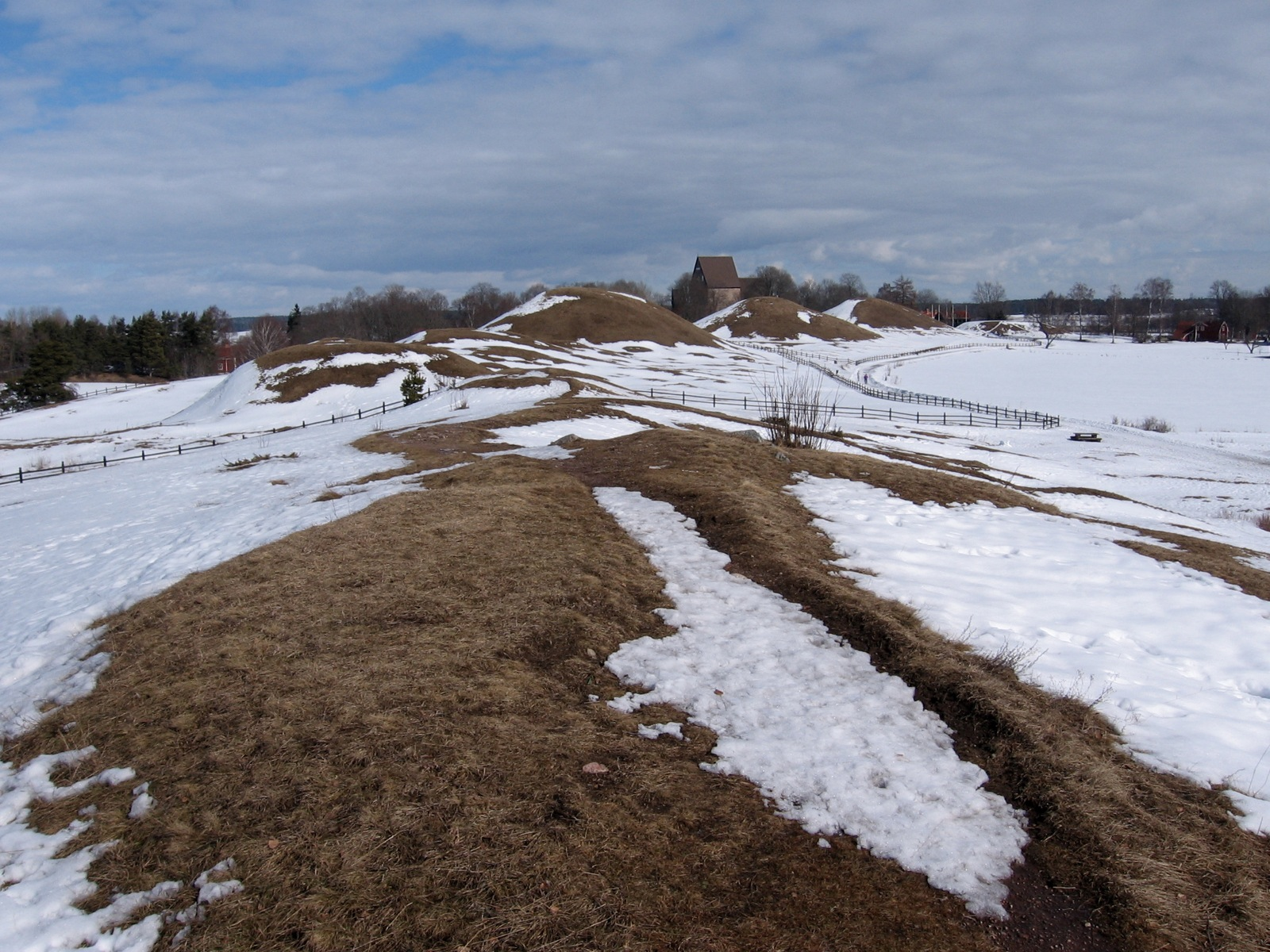
Königsgräber im Winter, Gamla Uppsala

In Bezug auf die alten Schilderungen zur Rolle Alt-Uppsalas bei der Einigung Schwedens muss erwähnt werden, dass diese nur bedingt glaubwürdig sind. Für die Zeit vor dem 9. Jahrhundert gibt es nur Mythen, Sagen und Dichtungen. Die sogenannte Ynglingatal berichtet, dass das Geschlecht der Ynglinger bis ins 7. Jahrhundert hinein von Alt-Uppsala aus regiert haben soll. Die Heimskringla, eine Sage des Isländers Snorri Sturluson, berichtet, dass im 5. und 6. Jahrhundert die Könige Aun, Adils und Egil in Alt-Uppsala begraben wurden. Dies passt mit den archäologischen Datierungen zusammen. Weitere Dichtungen, in denen über Alt-Uppsala berichtet wird, sind das englische Epos Beowulf, die dänische Chronik Gesta Danorum und die isländische Hrólfs saga kraka.
Im Jahr 2000 öffnete in der Nähe des Grabfeldes das Gamla Uppsala Museum. Hier werden Mythen und die Geschichte des Platzes dargestellt.

## Persönlichkeiten
In der Kirche liegt der schwedische Gelehrte Anders Celsius (1701–1744) begraben.